# Lexicon van Westvlaamse schrijvers

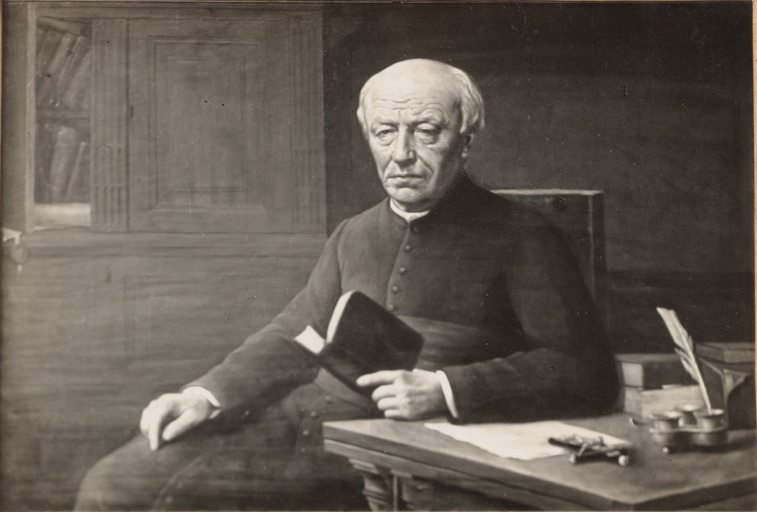
Guido Gezelle

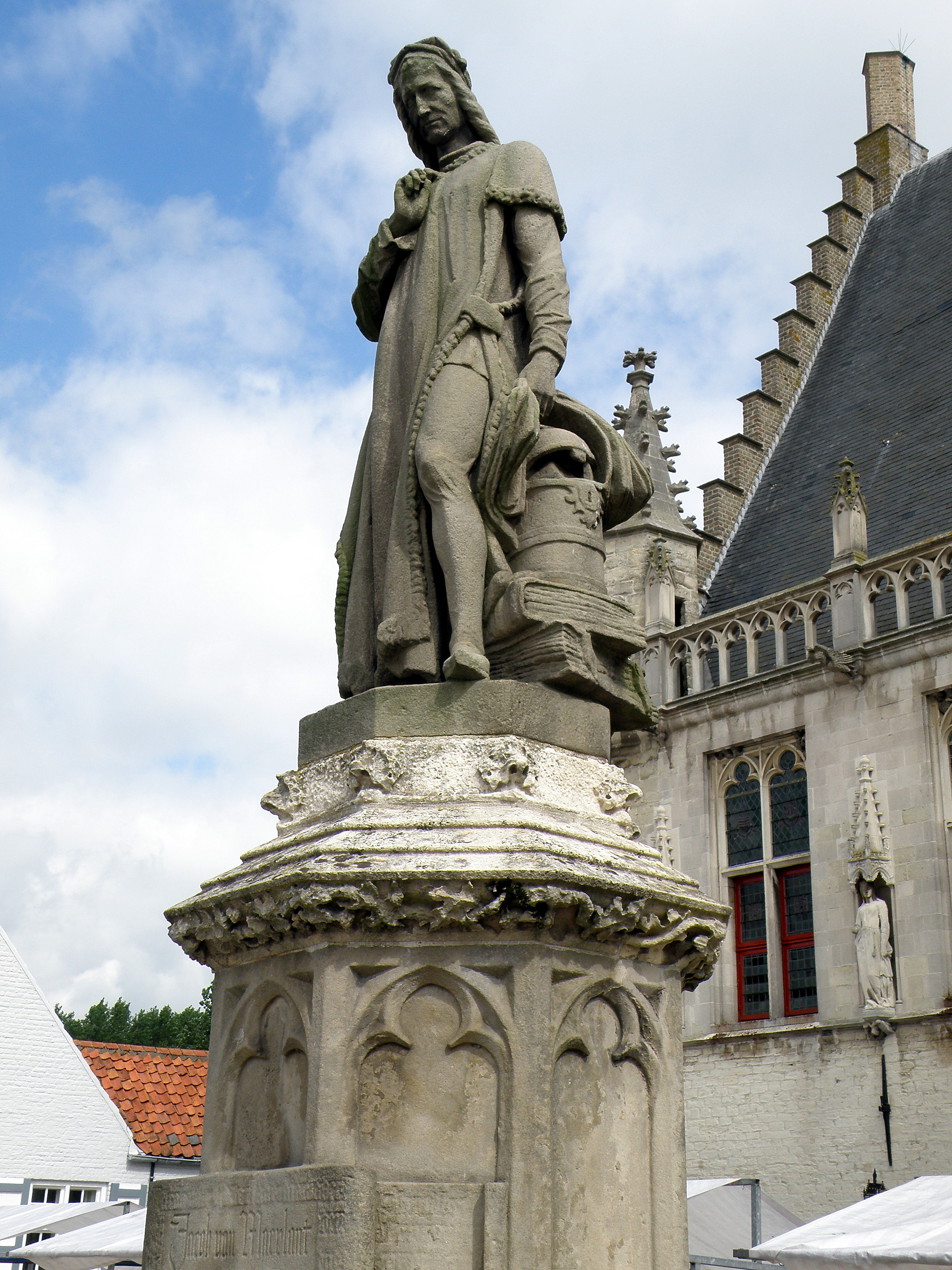
Jacob van Maerlant

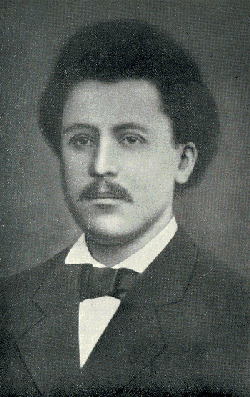
Albrecht Rodenbach

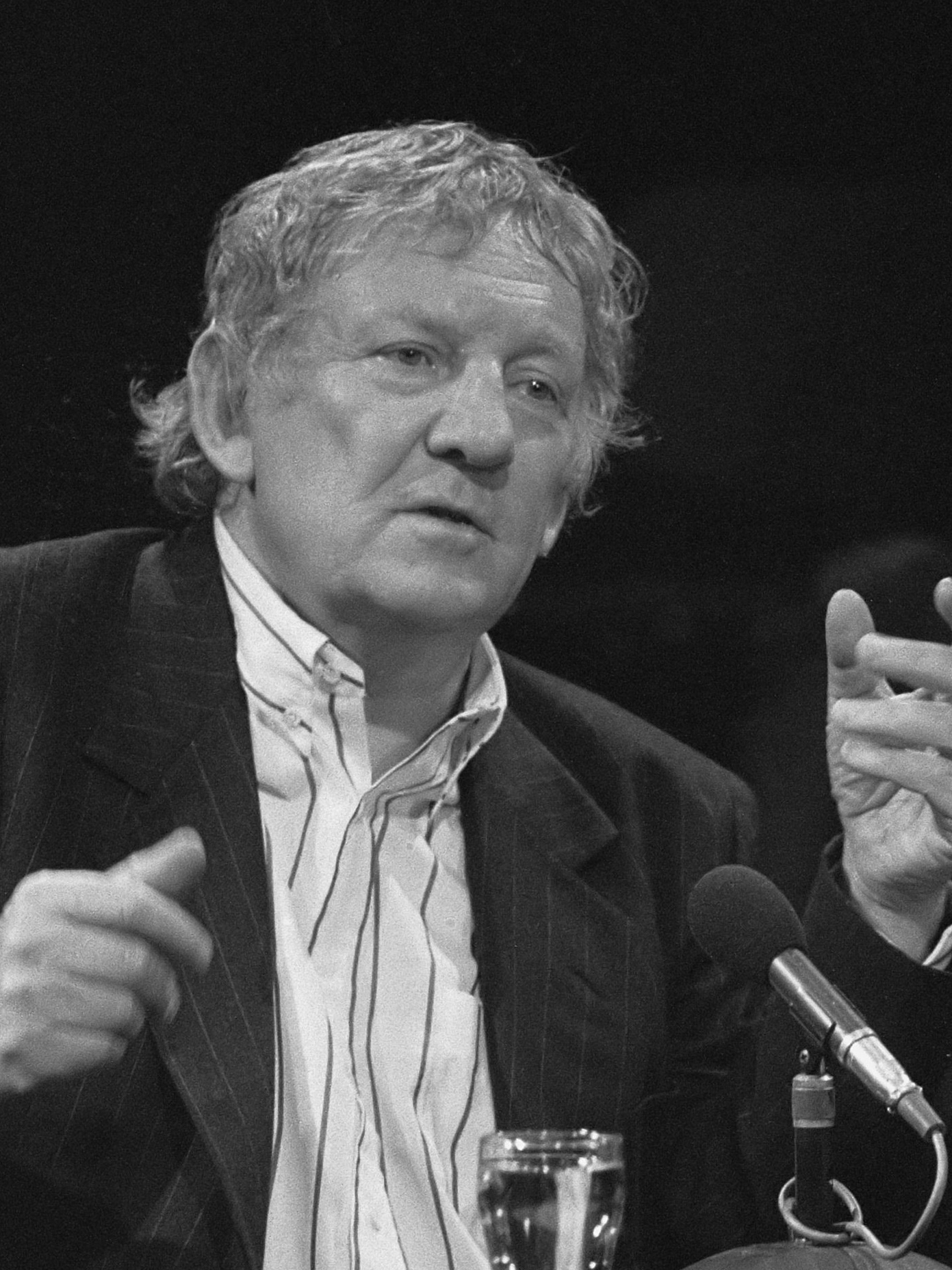
Hugo Claus

Lexicon van Westvlaamse schrijvers is een naslagwerk, opgesteld in de periode 1973-1989 en gepubliceerd in de jaren 1984 tot en met 1989, geschreven door een aantal West-Vlaamse auteurs en gepubliceerd door de Vereniging van West-Vlaamse schrijvers, met financiële steun van de provincie West-Vlaanderen.

## Geschiedenis en beschrijving
Op 7 oktober 1972 besliste de Vereniging van West-Vlaamse schrijvers om een Encyclopedie van West-Vlaamse schrijvers te realiseren. Een werkgroep werd samengesteld die voor de realisatie zou instaan. Die realisatie bleek moeilijker te zijn dan aanvankelijk werd gedacht. Het is pas twaalf jaar later dat het eerste deel van het Lexicon gedrukt werd. Aan het tempo van een deel per jaar volgden de vijf volgende delen.
Ieder van de zes delen bevatte de alfabetische korte beschrijving van schrijvers in uiteenlopende disciplines die in West-Vlaanderen waren geboren of er een aanzienlijk deel van hun leven hadden geleefd. In totaal werden 3611 lemma's geschreven.
West-Vlaanderen werd in zijn historische betekenis begrepen, zodat ook schrijvers uit Frans-Vlaanderen en Zeeuws-Vlaanderen werden opgenomen.
- Deel 1 (Torhout, 1984), met op de kaft de afbeelding van het standbeeld van Jacob van Maerlant, begon met het hoofdartikel door Raf Seys, Historisch overzicht van de Vereniging van West-Vlaamse Schrijvers. Gevolgd door 652 auteursbiografieën.
- Deel 2 (Torhout, 1985), met op de kaft de afbeelding van het standbeeld van Guido Gezelle, begon met het hoofdartikel door Valère Arickx, Rederijkerskamers in West-Vlaanderen. Gevolgd door 646 auteursbiografieën.
- Deel 3 (Torhout, 1986), met op de kaft de afbeelding van het standbeeld van Jules Lemire, begon met het hoofdartikel door André Demedts, West-Vlaamse literaire tijdschriften 1805-1949. Gevolgd door 587 auteursbiografieën.
- Deel 4 (Torhout, 1987), met op de kaft de afbeelding van het standbeeld van Albrecht Rodenbach, begon met het hoofdartikel door Renaat Ramon, Literaire en semi-literaire tijdschriften in West-Vlaanderen na 1940, deel 1. Gevolgd door 598 auteursbiografieën.
- Deel 5 (Torhout, 1988), met op de kaft de afbeelding van het borstbeeld van Johan Hendrik van Dale, begon met het hoofdartikel door Renaat Ramon, Literaire en semi-literaire tijdschriften in West-Vlaanderen na 1940, deel 2. Gevolgd door 578 auteursbiografieën.
- Deel 6 (Torhout, 1989), met op de kaft de afbeelding van het standbeeld van Simon Stevin. Een Uitgeleide door voorzitter Fernand Bonneure sloot de reeks redactionele teksten af. Gevolgd door 550 auteursbiografieën. Een algemeen namenregister sloot dit zesde deel af.

## Auteurs
De onderneming werd geleid door vijf leden van de Vereniging van West-Vlaamse schrijvers: Fernand Bonneure, Jan Schepens, Raf Seys, Jan van der Hoeven en Jan Vercammen, met Marcel Vanslembrouck als secretaris.
De korte lemma's over elke schrijver waren telkens ondertekend door de auteur ervan: Fernand Bonneure (fb), Jan Schepens (js), Raf Seys (rs), Jan van der Hoeven (jvdh), Jan Vercammen (jv), Marcel van Slembrouck (mv), Johan Ballegeer (jb), Hendrik Carette (hc), Hendrik Demarest (hd), Karel Denys (kd), Aubert-Tillo van Biervliet  (atvb), Elie E. Balduck (eb), Maurits De Baere (mdb), Andries Van den Abeele  (avda), Bertrand Denys (bd), Georges Dupas (gd), Christiaan Germonpré (cg), Norbert Hostyn (nh), Renaat Ramon (rr), Roger A. Blondeau (rab), Jan Hardeman (jh), Carmen Schepens-Maerten (csm), G. A. C. Van Vooren (gvv), Omer Vilain (ov).

## Heruitgave
Een tweede, aangevulde, uitgave van het lexicon verscheen van 2008 tot 2013, onder redactie van Koen D'haene en met de moderne spelling Lexicon van West-Vlaamse schrijvers.